# ВЕС Балені
ВЕС Балені – вітрова електростанція в Румунії у повіті Галац.
Майданчик для станції обрали на сході країни, неподалік від кордону з Республікою Молдова. У 2012-му тут розпочали будівельні роботи, а наступного року ввели в експлуатацію 20 вітрових турбін американської компанії General Electric типу 2.5-103 із одиничною потужністю 2,5 МВт.